# Vilma Silva
Vilma Chissola Ebo da Silva (3 de junho de 1997) é uma atleta de handebol angolana do Primeiro de Agosto e da seleção nacional angolana .
Representou Angola no Campeonato Mundial Feminino de Andebol de 2017 . 

## Conquistas
- Troféu dos Cárpatos : 2019